# Philonthus mannerheimi
Philonthus mannerheimi är en skalbaggsart som beskrevs av Fauvel 1868. Philonthus mannerheimi ingår i släktet Philonthus, och familjen kortvingar. Arten är reproducerande i Sverige.